# Медоу Виста (Калифорнија)
Медоу Виста (енгл. Meadow Vista) насељено је место без административног статуса у америчкој савезној држави Калифорнија.

## Демографија
По попису из 2010. године број становника је 3.217, што је 121 (3,9%) становника више него 2000. године.
| Група             | 2000.         | 2010.         |
| Белци             | 2.895 (93,5%) | 2.892 (89,9%) |
| Афроамериканци    | 2 (0,1%)      | 1 (0,0%)      |
| Азијати           | 12 (0,4%)     | 35 (1,1%)     |
| Хиспаноамериканци | 112 (3,6%)    | 171 (5,3%)    |
| Укупно            | 3.096         | 3.217         |